# An Inquiry Concerning the Source of the Heat Which Is Excited by Friction

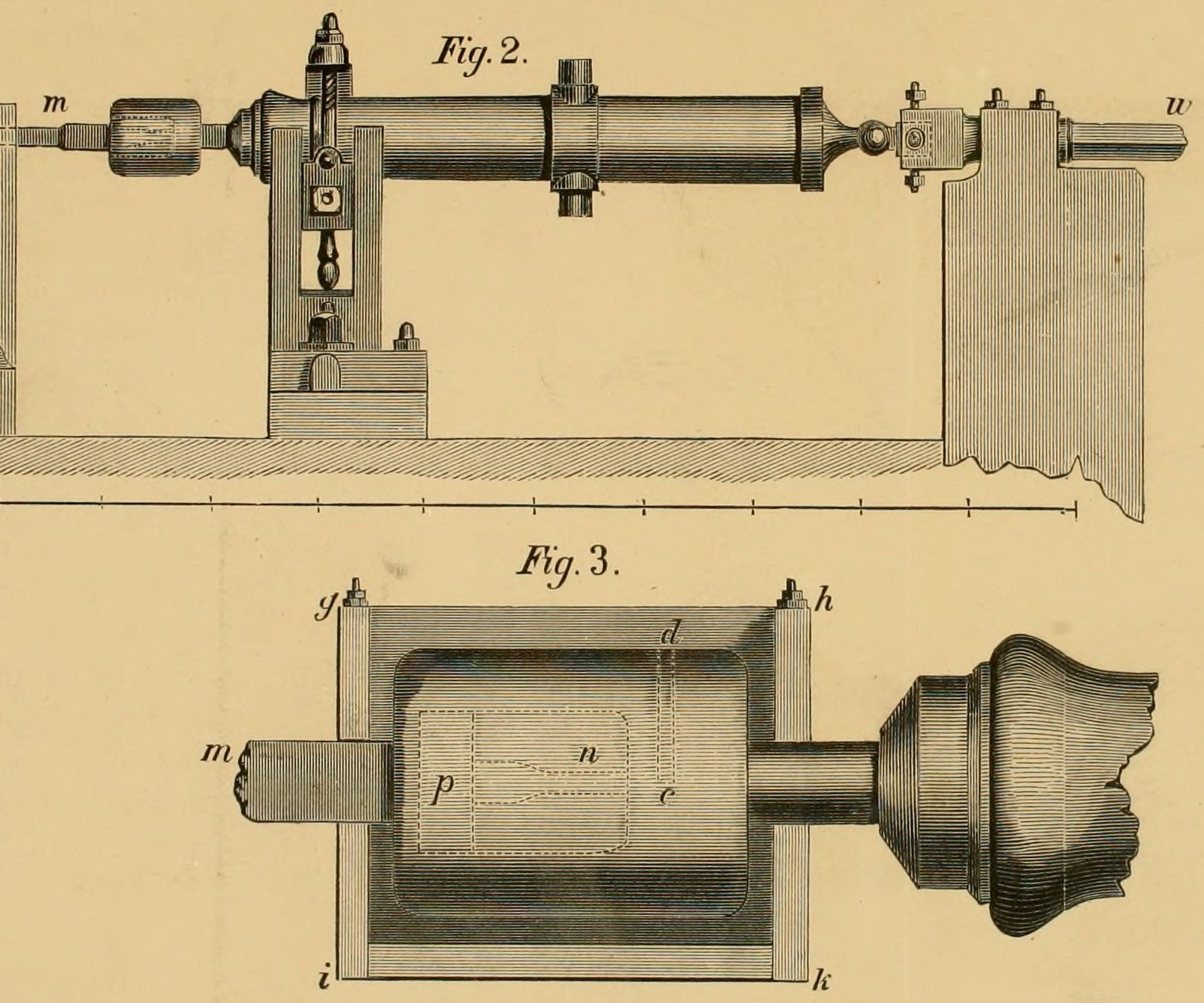
Schema experienței lui Rumford la găurirea țevilor de tun

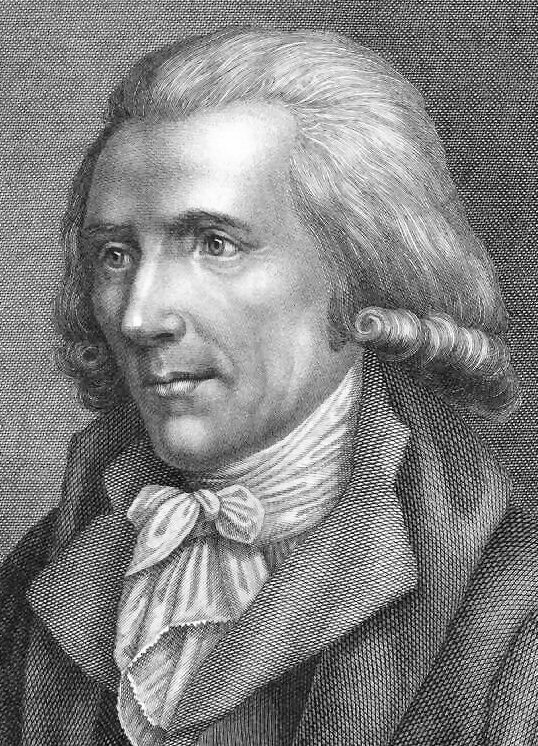
Benjamin Thompson

"An Inquiry Concerning the Source of the Heat Which Is Excited by Friction" (în română O cercetare cu privire la sursa de căldură care este excitată prin frecare) este o lucrare științifică de Benjamin Thompson, Conte Rumford, care a fost publicată în Philosophical Transactions of the Royal Society în 1798. Lucrarea a fost o provocare substanțială pentru teoriile consacrate ale căldurii și a fost începutul revoluției din termodinamică în secolul al XIX-lea.

## Contextul
Rumford a fost un oponent al teoriei caloricului referitoare la căldură, teorie care susținea că căldura este un fluid care nu poate fi nici creat, nici distrus. El a dezvoltat punctul de vedere conform căruia toate gazele și lichidele nu sunt doar conductoare de căldură. Părerile sale nu erau în concordanță cu știința acceptată a vremii, iar ultima teorie fusese atacată în special de John Dalton și John Leslie.
Rumford a fost puternic influențat de argumentul teleologic⁠(d) și probabil a dorit să acorde apei un statut privilegiat și providențial în reglementarea vieții umane.
Deși Rumford urma să asocieze căldura cu mișcarea, nu există nicio dovadă că el s-a gândit la teoria cinetică a gazelor sau la principiul vis viva. În lucrarea sa din 1798, Rumford a recunoscut că a avut predecesori în ideea că căldura este o formă de mișcare. Acești predecesori au fost Francis Bacon, Robert Boyle, Robert Hooke, John Locke, și Henry Cavendish.

## Experiențele
Rumford observase căldura datorită frecării, generată de găurirea țevilor de tun la arsenalul din München. La acea vreme, tunurile erau turnate la turnătorii cu un adaos suplimentar de metal în fața a ceea ce avea să devină gura tunului, adaos care urma să fie îndepărtat în procesul de fabricație. Rumford a luat un tun neterminat și a modificat această zonă pentru a putea fi închisă de o cutie etanșă și a fost folosit un burghiu tocit. El a arătat că apa din această cutie putea fi fiartă în aproximativ două ore și jumătate și că furnizarea de căldură dată de frecare era aparent inepuizabilă. Rumford a confirmat că nu a avut loc nicio schimbare fizică în materialul tunului. Comparând capacitatea termică masică a materialului înainte și după prelucrare a constatat că acestea sunt la fel.
Rumford a mai susținut că generarea unei cantități aparent nedefinite de căldură era incompatibilă cu teoria caloricului. El a susținut că singura acțiune aplicată țevii a fost mișcarea. Rumford nu a făcut nicio încercare de a determina căldura generată sau de a măsura echivalentul mecanic al căldurii.

## Primirea

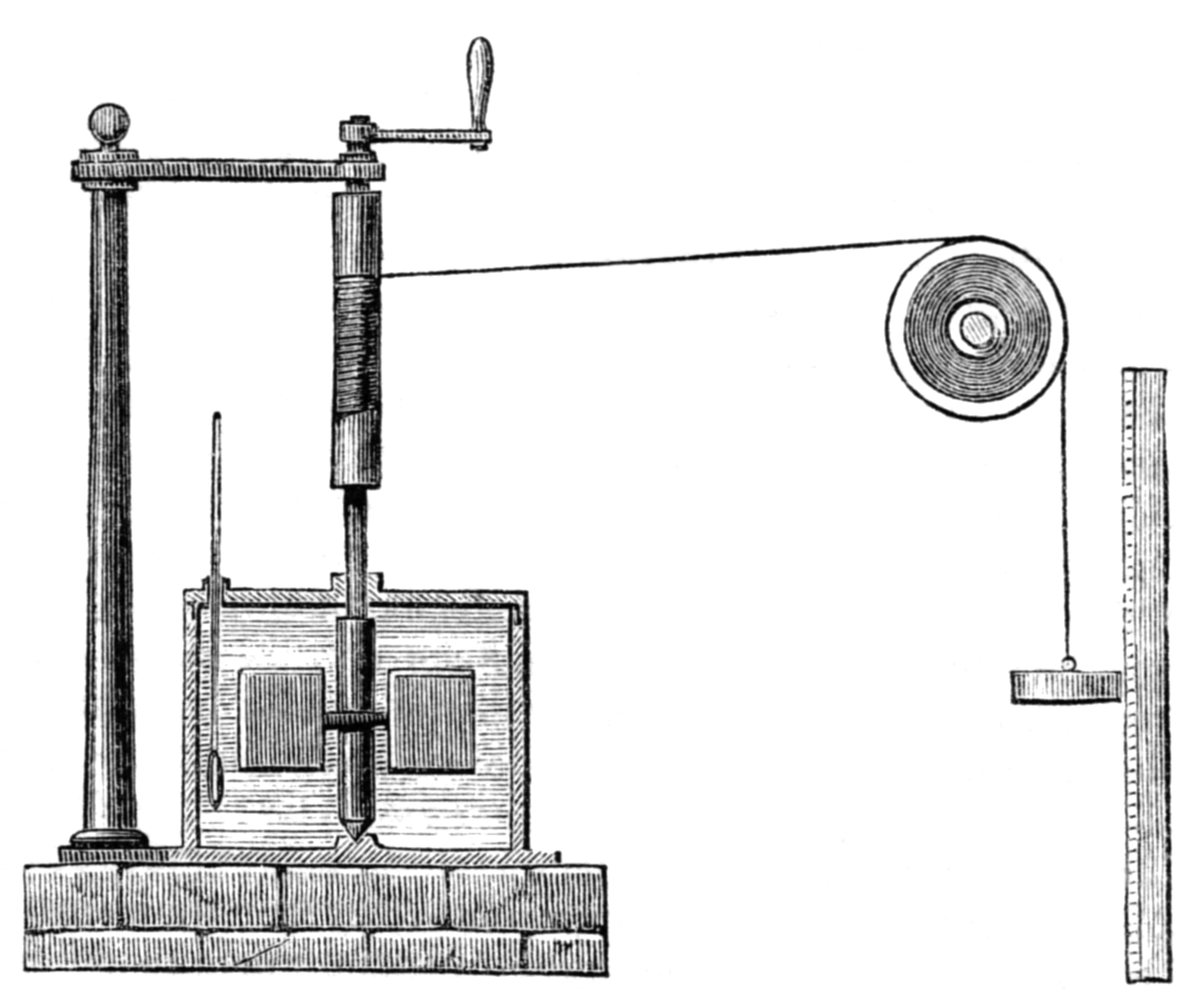
Aparatul lui Joule pentru măsurarea echivalentului mecanic al căldurii

Cei mai mulți oameni de știință consacrați, cum ar fi William Henry, sau Thomas Thomson, au crezut că există suficientă incertitudine în teoria caloricului care să permită adaptarea acesteia la noile rezultate. Până atunci teoria caloricului se dovedise robustă și adaptabilă. Mai mult, Thomson, Jöns Jakob Berzelius și Antoine César Becquerel au observat că electricitatea ar putea fi generată pe termen nelimitat prin frecare. Niciun om de știință al vremii nu era dispus să susțină că electricitatea nu era un fluid. 
În final, afirmația lui Rumford privind furnizarea „inepuizabilă” de căldură a fost o extrapolare nechibzuită a studiului. Charles Haldat a criticat serios reproductibilitatea⁠(d) rezultatelor lui Rumford și este posibil ca întregul experiment să fi părut oarecum tendențios.
Totuși, experimentul l-a inspirat pe James Prescott Joule în anii 1840. Măsurătorile mai exacte ale lui Joule au fost esențiale în stabilirea teoriei cinetice în detrimentul celei a caloricului.